# Camí de la Pedrera del Coubi
El Camí de la Pedrera del Coubi (o del Coubit, o del Còbic) és un camí del terme de Reus que arrenca de l'Avinguda del Comerç, molt a prop de la carretera de Castellvell, i aviat deixa, a la dreta, el Camí de les Ànimes. Fins a la Bassa Nova se'l coneix com a Camí Fondo, o Camí Fondo de la Bassa Nova. Passa per l'inici del Barranc de la Font dels Capellans, travessa el Barranc de la Buada, va per la pujada de la Rata i condueix als Cinc Camins, on es poden prendre diverses direccions, una de les quals és cap a la pedrera d'on agafa el nom.

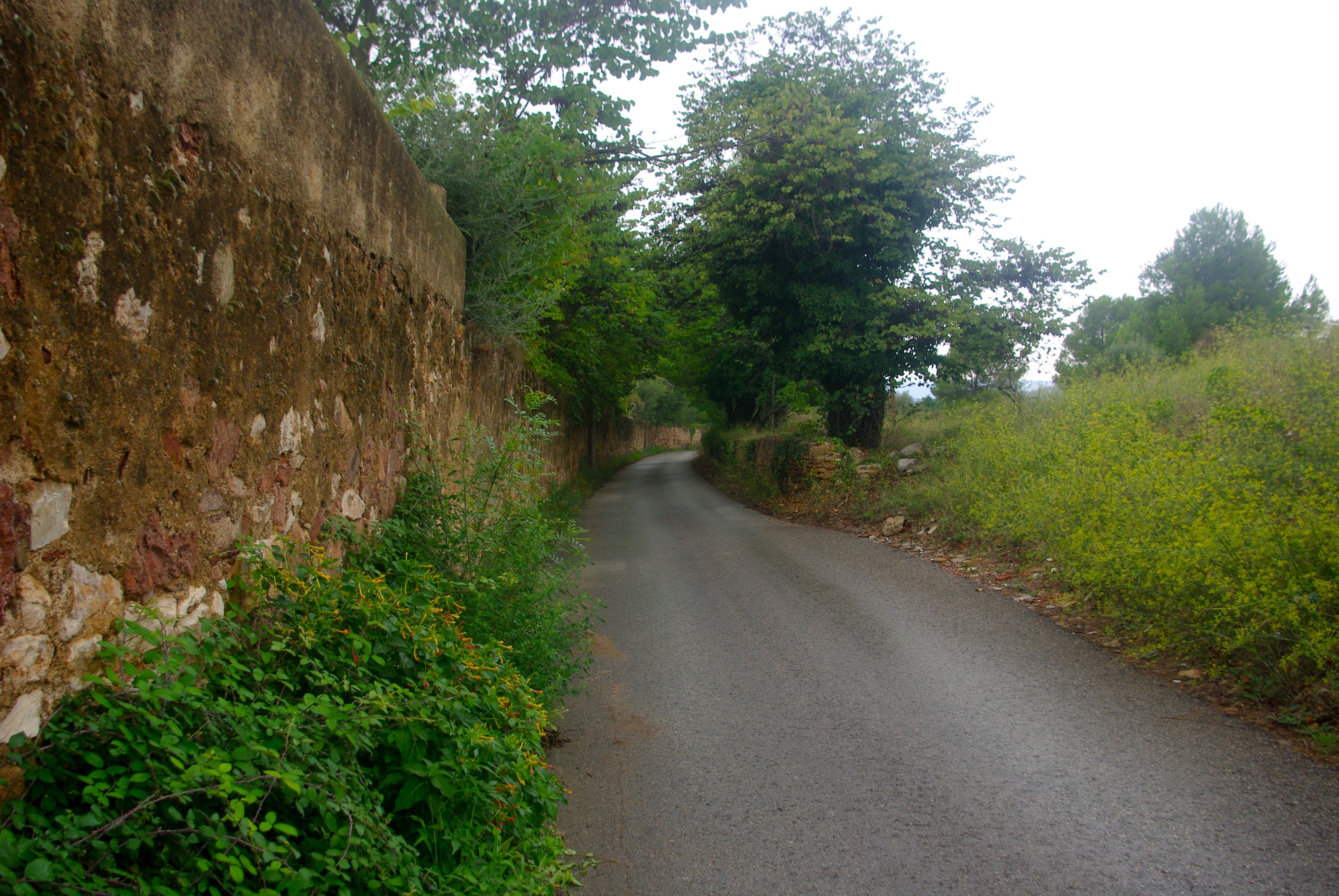
El camí de la Pedrera als seus inicis, quan també es diu Camí Fondo

La Pedrera del Coubi, de vegades se'n diu només La Pedrera, està excavada al cantó sud del Puig, al terme de Castellvell, tocant al terme de Reus. L'excavació, de tons rogencs, és gran i visible des de la major part del Camp de Tarragona i de mar endins.

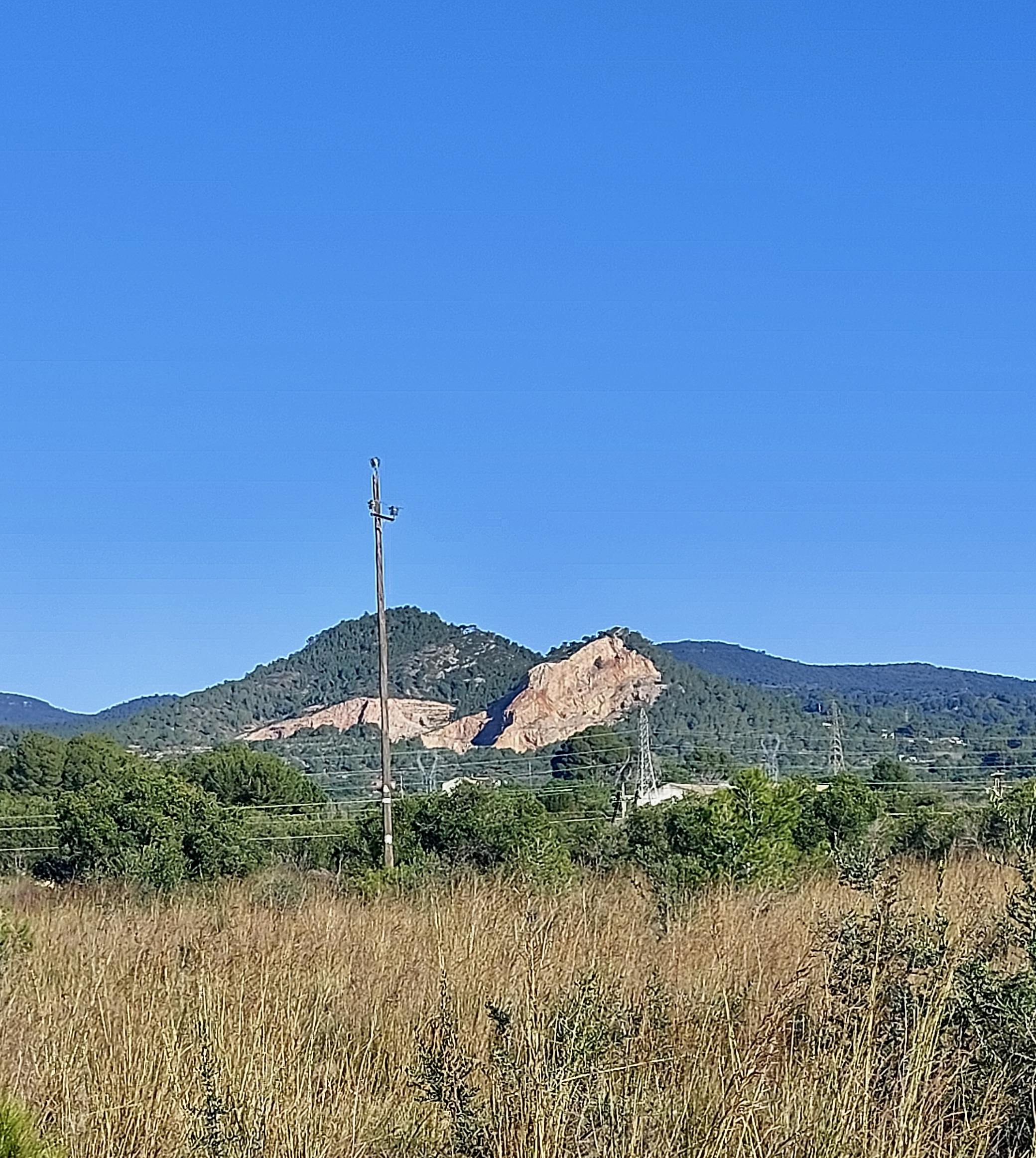
Pedrera del Coubi des del Mas de les Ànimes